# Вернаго (Болцано)
Вернаго је насеље у Италији у округу Болцано, региону Трентино-Јужни Тирол. 
Према процени из 2011. у насељу је живело 53 становника. Насеље се налази на надморској висини од 1694 м.